# Хосе Вісенте Траїн
Хосе Вісенте Траїн (ісп. José Vicente Train, нар. 19 грудня 1931, Барселона) — іспанський футболіст, що грав на позиції воротаря.
Виступав, зокрема, за клуби «Еспаньйол» та «Реал Мадрид», а також національну збірну Іспанії.
Чотириразовий чемпіон Іспанії. Володар Кубка Іспанії. У складі збірної — чемпіон Європи.

## Клубна кар'єра
У дорослому футболі дебютував 1955 року виступами за команду «Еспаньйол», у якій провів п'ять сезонів, взявши участь у 109 матчах чемпіонату.  Більшість часу, проведеного у складі «Еспаньйола», був основним голкіпером команди.
Своєю грою за цю команду привернув увагу представників тренерського штабу клубу «Реал Мадрид», до складу якого приєднався 1960 року. Відіграв за королівський клуб наступні чотири сезони своєї ігрової кар'єри. За цей час чотири рази виборював титул чемпіона Іспанії.
Протягом 1964—1966 років захищав кольори клубу «Мальорка».
Завершив ігрову кар'єру у команді «Депортіво», за яку виступав протягом 1966—1967 років.

## Виступи за збірну
У 1961 році дебютував в офіційних матчах у складі національної збірної Іспанії.
Загалом протягом кар'єри в національній команді, яка тривала 4 роки, провів у її формі 7 матчів, пропустивши 9 голів.

## Титули і досягнення
- Чемпіон Іспанії (4):

«Реал Мадрид»: 1960-1961, 1961-1962, 1962-1963, 1963-1964
- Володар Кубка Іспанії (1):

«Реал Мадрид»: 1961—1962
- Чемпіон Європи (1): 1964